# Municipio de Washington (condado de Tippecanoe)
El municipio de Washington (en inglés: Washington Township) es un municipio ubicado en el condado de Tippecanoe en el estado estadounidense de Indiana. En el año 2010 tenía una población de 2432 habitantes y una densidad poblacional de 34,74 personas por km².

## Geografía
Según la Oficina del Censo de los Estados Unidos, tiene una superficie total de 70.02 km², de la cual 69,04 km² corresponden a tierra firme y (1,39 %) 0,97 km² es agua.

## Demografía
Según el censo de 2010, había 2432 personas residiendo en el municipio de Washington. La densidad de población era de 34,74 hab./km². De los 2432 habitantes, el municipio de Washington estaba compuesto por el 98,44 % blancos, el 0,25 % eran afroamericanos, el 0,21 % eran amerindios, el 0,29 % eran asiáticos, el 0,29 % eran de otras razas y el 0,53 % eran de una mezcla de razas. Del total de la población el 1,11 % eran hispanos o latinos de cualquier raza.